# Pelican
Pelican és una població dels Estats Units a l'estat d'Alaska. Segons el cens del 2007 tenia 131 habitants.

## Demografia
Segons el cens del 2000, Pelican tenia 163 habitants, 70 habitatges, i 41 famílies La densitat de població era de 108,5 habitants/km².
Dels 70 habitatges en un 30% hi vivien nens de menys de 18 anys, en un 41,4% hi vivien parelles casades, en un 5,7% dones solteres, i en un 41,4% no eren unitats familiars. En el 28,6% dels habitatges hi vivien persones soles el 8,6% de les quals corresponia a persones de 65 anys o més que vivien soles. El nombre mitjà de persones vivint en cada habitatge era de 2,3 i el nombre mitjà de persones que vivien en cada família era de 2,78.
Per edats la població es repartia de la següent manera: un 24,5% tenia menys de 18 anys, un 3,1% entre 18 i 24, un 28,2% entre 25 i 44, un 34,4% de 45 a 60 i un 9,8% 65 anys o més.
L'edat mediana era de 42 anys. Per cada 100 dones hi havia 143,3 homes. Per cada 100 dones de 18 o més anys hi havia 146 homes.
La renda mediana per habitatge era de 48.750 $ i la renda mediana per família de 57.083 $. Els homes tenien una renda mediana de 50.500 $ mentre que les dones 3.750 $. La renda per capita de la població era de 29.347 $. Cap de les famílies i el 4,7% de la població estaven per davall del llindar de pobresa.

## Poblacions més properes
El següent diagrama mostra les poblacions més properes.